# Kalanchoe crenata
Kalanchoe crenata ist eine Pflanzenart der Gattung Kalanchoe in der Familie der Dickblattgewächse (Crassulaceae).

## Beschreibung

### Vegetative Merkmale
Kalanchoe crenata ist ein ausdauernder, flaumenhaariger Strauch, der eine Wuchshöhe von 30 bis 200 Zentimeter erreicht. Die ein bis mehreren, stielrunden, aufrechten, fleischigen Triebe sind kahl oder zur Basis hin verkahlend. Im oberen Teil sind sie etwa drüsig-flaumhaarig. Die fleischigen, waagerechten oder abwärts gebogenen Laubblätter sind gestielt und kahl. Die oberen Blätter sind etwas spärlich drüsig-flaumhaarig. Der 1 bis 4 Zentimeter lange, etwas stängelumfassende Blattstiel ist an der Oberseite abgeflacht und gefurcht. Die eiförmige oder verkehrt eiförmige bis spatelige, konkave, gelblich grüne bis tiefgrüne Blattspreite ist 3 bis 30 Zentimeter lang und 2 bis 20 Zentimeter breit. Ihre Spitze ist stumpf, die Basis keilförmig und herablaufend. Der Blattrand ist gekerbt, unregelmäßig gekerbt bis gelegentlich gelappt.

### Generative Merkmale
Der große, vielblütige Blütenstand ist eine rispige Zyme und erreicht eine Länge von 25 bis 40 Zentimeter. Die aufrechten, kahlen oder drüsig-flaumhaarigen Blüten stehen an 2 bis 9 Millimeter langen Blütenstielen. Ihre Kelchröhre ist 0,1 bis 1,5 Millimeter lang. Die lanzettlichen bis linealisch-lanzettlichen, verschmälerten, zugespitzten, grünen Kelchzipfel sind gelegentlich fein rot gestreift. Sie sind 2 bis 8 Millimeter lang und 3 bis 4 Millimeter breit. Die Kronblätter sind rot, rötlich orange, gelb, im unteren Teil blass oder grünlich gelb und weiß. Die verlängert ampullenartige Kronröhre ist papierig und 8 bis 17 Millimeter lang. Ihre länglich lanzettlichen bis elliptischen, zugespitzten Kronzipfel tragen ein aufgesetztes Spitzchen. Sie weisen eine Länge von 3 bis 8 Millimeter auf und sind 1,5 bis Millimeter breit. Die Staubblätter sind zur Spitze der Kronröhre hin angeheftet und ragen nicht aus der Blüte heraus. Die länglichen Staubbeutel sind 0,5 bis 1 Millimeter lang. Die linealischen bis schmal länglichen und an der Spitze gerundeten Nektarschüppchen weisen eine Länge von 1,5 bis 4,5 Millimeter auf. Das linealisch-lanzettliche Fruchtblatt weist eine Länge von 5 bis 10 Millimeter auf. Der Griffel ist 1 bis 4,5 Millimeter lang.
Die Blütezeit ist Mai bis Juni.
Die Samen erreichen eine Länge von etwa 1 Millimeter.
Die Chromosomenzahl beträgt 2n = 102.

## Systematik und Verbreitung
Kalanchoe crenata ist im tropischen Afrika von der Zentralafrikanischen Republik bis nach Südafrika sowie in Arabien weit verbreitet. Im tropischen Amerika, Indien, Malaysia und Australien ist die Art verwildert.
Die Erstbeschreibung als Vereia crenata durch Henry Charles Andrews wurde 1798 veröffentlicht. Adrian Hardy Haworth stellte die Art 1812 in die Gattung Kalanchoe.

## Nachweise